# Traîneau
 (novembre 2014).
Si vous disposez d'ouvrages ou d'articles de référence ou si vous connaissez des sites web de qualité traitant du thème abordé ici, merci de compléter l'article en donnant les références utiles à sa vérifiabilité et en les liant à la section « Notes et références ».

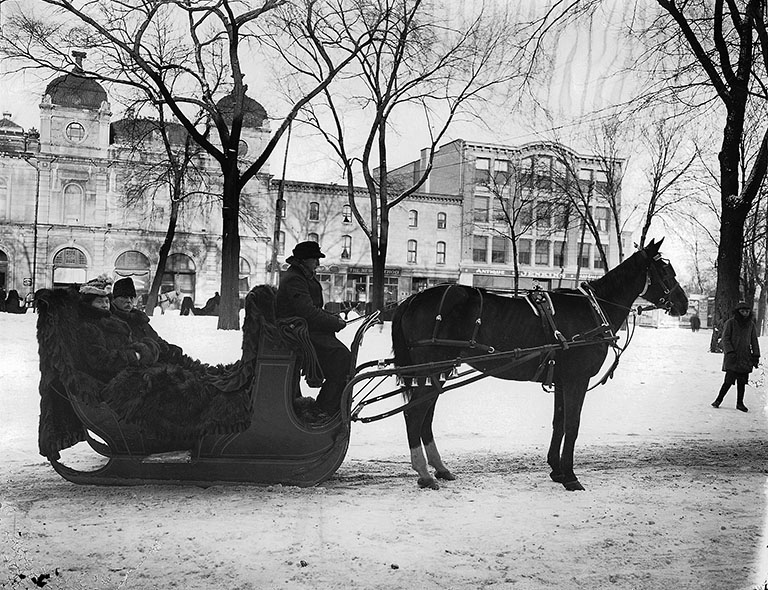
Un traîneau à cheval à Montréal en 1907.

Le traîneau, ou traineau, désigne un véhicule au sens générique, très souvent sans roues et équipé de patins sous les rebords latéraux de la caisse ou du système de portage, véhicule simplement traîné en utilisant une force motrice animale ou humaine, c'est-à-dire tiré ou tracté, au sens premier du verbe traîner, par un ou plusieurs êtres vivants attelés. Au XVIIIe siècle, avec la mutation des transports (bateaux à voile, chariots attelés) et surtout des équipements et infrastructures (ports, routes modernes) en liaison avec l'essor des industries manufacturières, ce mode de transport s'est raréfié ou cantonné à des milieux sociaux marginalisés, comme l'atteste à cette époque la perte souvent irrémédiable des vocables et termes spécifiques du traînage en de multiples langues d'Europe occidentale.
Le traîneau peut désigner, dans une large acception, tout ensemble traîné par un animal, un attelage ou un homme, à terre ou sur une surface couvrante, voire sur un rivage ou dans un plan d'eau. Cet ensemble, autrefois nommé train ou traîne, peut être un corps matériel ou la réunion de divers objets tenus en cohésion ou en liaison. Dans des cas précis du débardage de bois, le traîneau peut comporter soit des roues, par l'usage d'un avant-train de char sur lequel est bridé le gros bout de la grume (dont l'arrière traîne au sol), soit des patins supportant une simple partie avant de traîneau dissociable, sur laquelle est également bridé le bois d'embout.

## Histoire des techniques de traînes, art de la traction

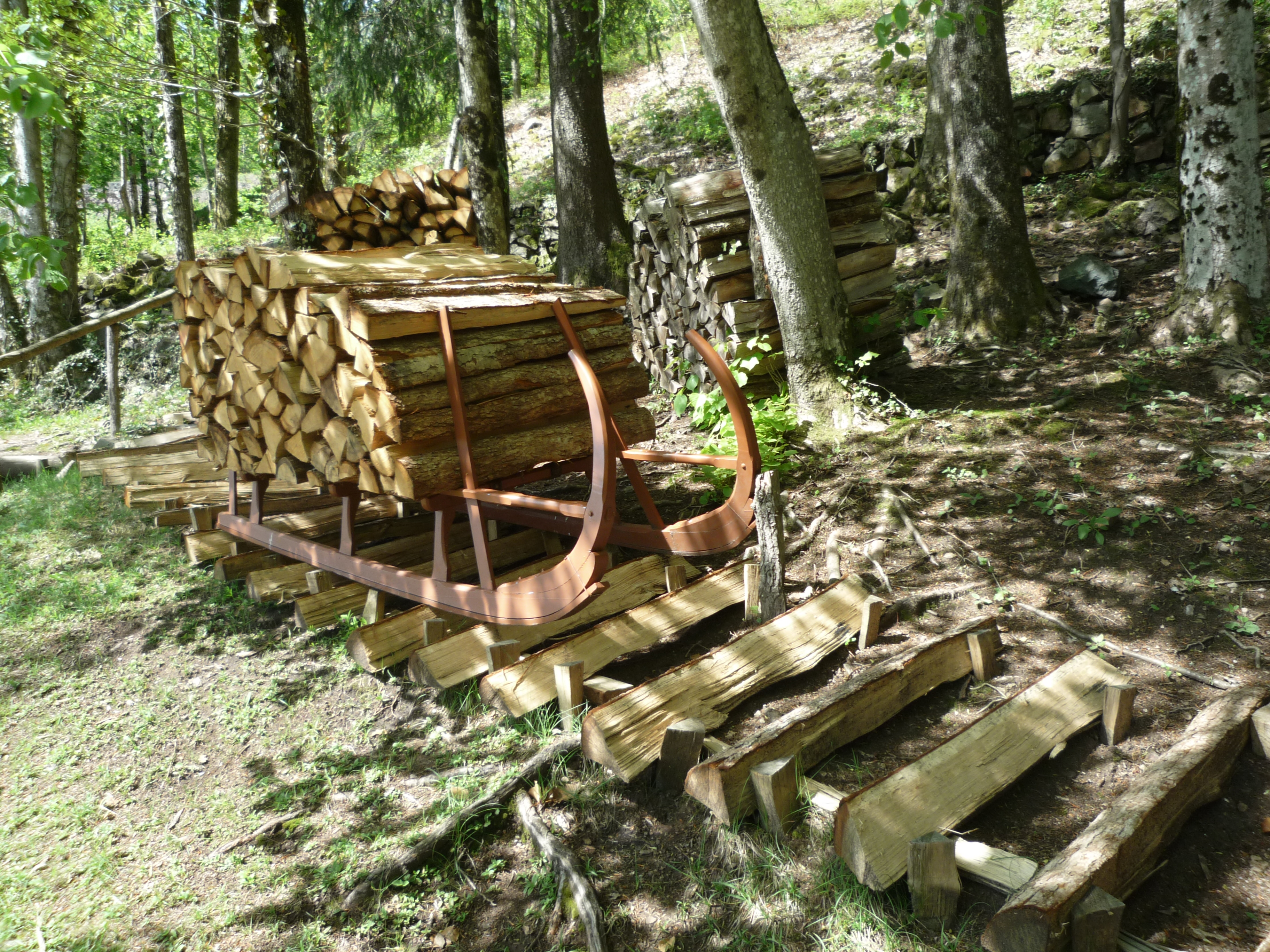
Une grosse schlitte en piste de démonstration sur des raftons mal agencés

Le traînage dès l'époque néolithique permet le transport de lourdes charges, même à plat et sur tous les terrains. Autrefois, le traîneau pouvait n'être qu'un plancher résistant, supportant une lourde charge, qui glissait ou se déplaçait sur des rails formés d'un agencement de multiples traverses en rondins, parfois roulantes si le sol était suffisamment dur. À la limite, si le corps était rigide, par exemple une longue pierre, un menhir ou un obélisque, la traîne était limitée aux rondins roulants ou replacés inlassablement à l'avant par les hommes à la manœuvre. Que ce soit au Japon ou dans les Vosges, les voies de rondins, parfois très élaborées dans les endroits dangereux, permettaient de faire circuler des traîneaux en bois lourdement chargés. Ces voies pouvaient être aussi pavées de galets, qui, arrosés, devenaient lisses et glissants, comme à Madère. Dans le cas de traction ou de freinage en pentes assez fortes, les animaux devaient être robustes et calmes, et souvent les hommes étaient indispensables en présence de fortes pentes.

Traîneau attelé à Madère

Caractéristique de la protohistoire des peuplades qui ont diffusé les langues indo-européennes en Europe occidentale, le travois est une traîne constituée de perches en bois en faisceau, de petits troncs d'arbre, des toiles ou de peaux, reliés entre eux par des liens végétaux ou cordages. Entre ces perches solidarisées par des traverses, il est facile de fixer une charge, des animaux chassés, des sacs de toile. La traction était assuré selon la charge par l'homme et surtout des animaux domestiqués, bœufs, chevaux, rennes et autres cervidés, dûment harnachés. Il semble qu'à l'origine, l'homme nomade transporte son foyer et sa maison. En effet, les armatures de bois, comme l'épaisse toile, le feutre de la tente, sont nécessaires dans les steppes sèches entre plaine basse, peu arborée et forêt dense lointaine. Ce transport par travois s'est éteint au XVIIIe siècle, même si des formes simplifiées ou sophistiquées ont subsisté dans les contrées finnoises ou arctiques.
Des expériences archéologiques montrent que l'introduction de patins latéraux pour minimiser le frottement — raclement inutile — entraîne l'invention du traîneau à patins. Il serait aussi à l'origine du char si les patins, porteurs des traverses, sorte de plancher rudimentaire, devenant de simples limites de la caisse porteuse, se trouvent portés par un train de roulage (ensemble des roues, reliées par l'essieu). Pourtant, l'invention du char à timon s'est accomplie dans le monde, le plus techniquement évolué de l'âge du Bronze, au Proche ou Moyen-Orient. Mais les civilisations des steppes, observatrices des mondes développés, auraient relativement vite maîtrisé la fabrication de train roulant, inventant un char à traîne modale, sur patins ou sur roues, souvent mieux stabilisé sur quatre roues, pour favoriser leur nécessaire migration saisonnière. Le travois simplifié, raccourci, préservé pour des transports courts et rapides, serait seulement à l'origine des bards à brancards sans roue. Le monde antique impériale ne semble connaître aucun char à brancard. Le développement des charrettes à la fin du Moyen Âge, massives et courtes, aurait réclamé alors le retour en usage de brancards.
L'usage facile du traîneau sur patins est toutefois restreint à une catégorie limitée de surface de glisse. Le sol et son inclination (pente) commande son emploi. Ainsi la glace, la neige, le sable, l'herbe, la boue, le limon... constituent des revêtements de surface, auxquels s'adapte le traînage et beaucoup moins le roulage.
La forme normal du traîneau bas se limite à deux longs patins, réunis par des traverses, sur lesquelles une armature ou charpente légère est montée. Celle-ci, sous forme de plateau ou de lattes, éventuellement supportées par des pieds-tiges plus ou moins grandes remontant au-dessus du patin, aide à fixer la charge. Cette forme à fond plat, très proche des luges anciennes, du toboggan ou du traîneau inuit à fanons de baleine, se retrouve chez les peuples du nord euro-asiatiques, Samoyèdes ou Tchouktches.
Décrivons un traîneau paysan, sans brancard ni timon. En Europe occidentale, il était construit, le plus souvent en bois de frêne et de chêne, par un cultivateur, bien souvent celui-là même qui le tractait sur les pentes ou l'attelait par des chaînes de trait au collier de son cheval ou au joug de sa paire de bœufs. Un traîneau de moisson, typique du Pays de Galles, se décomposait, une fois ôtées la plate-forme de planches, les échelles ou ranchers, avant et arrière, s'élevant verticalement d'environ un mètre de haut, et les ridelles des deux côtés, chevillées aux précédents ranchers, en deux pièces d'environ deux mètres de long, assemblées par de simples mortaises à huit traverses, dont la longueur déterminait la largeur du traîneau. Le chargement de gerbes était maintenu sur le plancher ou au-dessus de celui-ci, par les échelles et les ridelles, ainsi que par un système de cordage. Parfois, l'usage d'un tronc fourchu naturellement adapté permettait la confection encore plus simple de traîneau, grâce à quelques planches et les habituels dispositifs d'échelles ou de ridelles.

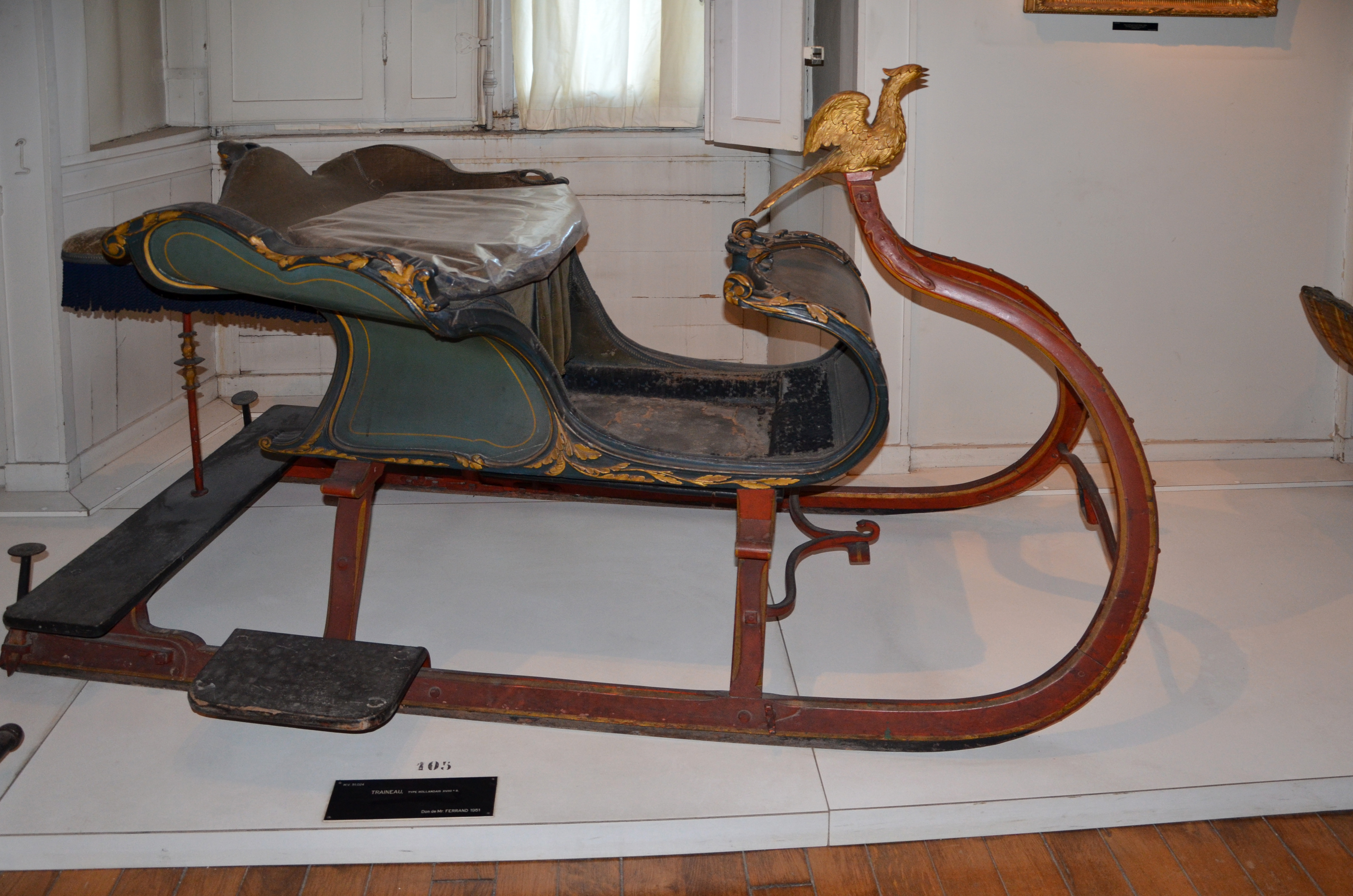
Un petit traîneau hollandais de loisir au XVIIIe siècle

La forme des patins avant, courbe, permet d'entraîner le traîneau vers l'avant, tout en arrêtant mieux sa descente par un effet accru du poids mort. Le patin étroit, parfois à fil de fer, s'adapte bien à la glace portante. Les forgerons hollandais du siècle d'or produisaient même d'impressionnants patins en fer forgé, spécifiques pour les traîneaux à glace. Le patin large s'impose sur la boue et la neige. Dans les boues limoneuses et profondes, pratiquement liquides à faible pression, des estuaires, des patins spéciaux, nommés « raquettes à boues » en anglo-normand, étaient confectionnés à partir d'anciennes douves larges de tonneaux ou de barils. À marée basse, selon la densité de la gadoue, avec ou sans raquettes, il était possible de se déplacer dans les vasières à pied en poussant un traîneau de collecte, équipé de patins similaires, pour la pêche à pied de coques, la relève de prise de pêche diverses ou la chasse aux canards. Cette pratique est visible dans la mer des Wadden, sur les confins méridionaux de la mer du Nord.
Les pays de savane ou d'herbes sèches, notamment en Afrique et en Eurasie, connaissaient de temps immémorial l'art du traîneau. Dans le monde russe et sur les vastes contrées orientales de la double couronne polonaise  et lituanienne, la traction animale s'appliquait à l'origine plus souvent à des traîneaux, tirés sur l'herbe des prairies ou la neige ou la glace qui les recouvraient en mauvaise saison. D'où l'ambivalence des termes briska et troïka, désignant à la fois des voitures et des traîneaux.

## Typologie des traîneaux
Suivant les milieux physiques et les conditions météorologiques, ils étaient autrefois fabriqués en diverses matières, parfois composées, par exemple en bois ou en végétaux tissés, en os, en peaux ou en cuir, en métal, en glace... Jean-François Regnard, dans son Voyage en Laponie, s'étonne que le pulea, un des traîneaux des Samis qu'il rencontre soit conçu sans clou, juste avec des cordages et des fils de rennes.
Divers types de traîneaux, principalement à usage de loisirs ou de divertissement, en particulier pour les activités de tourisme ou de sport, peuvent être distingués, suivant la capacité de la charge ou de l'importance du type de traction.
Le traîneau peut être plus ou moins imposant, généralement fait de bois, équipé de patins grands ou petits, larges ou fins, tiré par un animal ou plusieurs animaux de trait (cheval, bœuf, renne), servant au transport d'hommes ou de marchandises. Un char paysan ou chariot de roulage pouvait être, convertis en traîneaux, grâce à la fixation sur les roues de patin de bois en forme de sabot chaussant et en hiver. Dans certains cas adaptés aux types de chemin et aux descentes risquées, la pose de ces patins freinants, plus ou moins larges, se faisait uniquement sur les petites roues du train avant alors que les grandes roues du train arrière, éventuellement enveloppées, étaient simplement bloquées.
Il existait une large gamme de traîneaux dans les contrées montagnardes ou simplement paysannes d'autrefois, en général pouvant être portés par l'homme à la montée. La schlitte, comme les divers traîneaux montagnards ou alpins mieux connus, maniés par un ou plusieurs hommes sur une piste en déclivité, aménagée ou non, servaient à descendre du bois ou du fourrage vers les vallées. Certains traîneaux pouvaient être aussi attelés, par exemple, aux bœufs ou aux chiens. D'une manière générale, le traîneau est idéal pour descendre les charges et remonter à vide. Ainsi une simple luge charriait les bidons de lait vers la vallée.

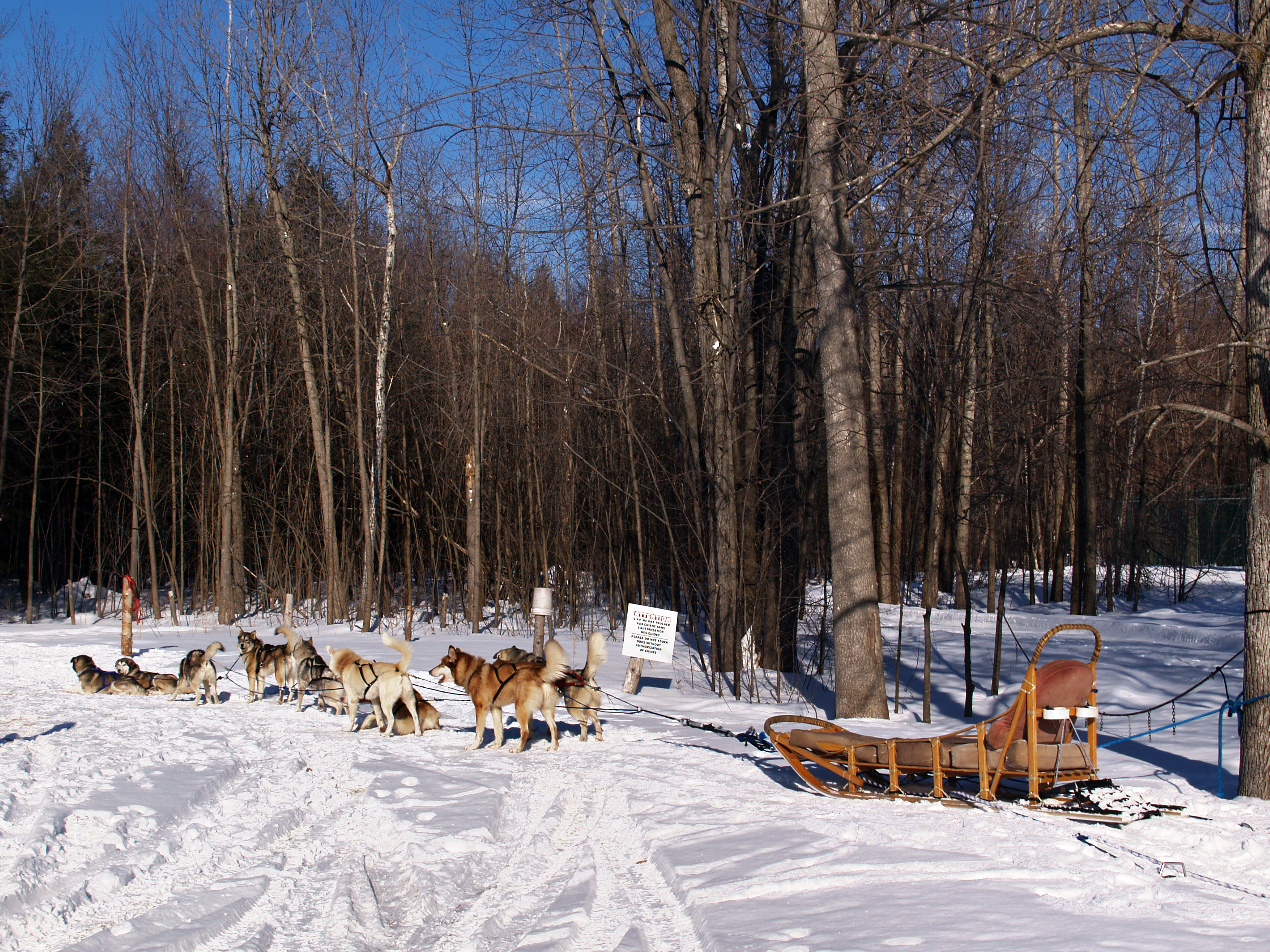
Traîneau à chiens pour le loisirs

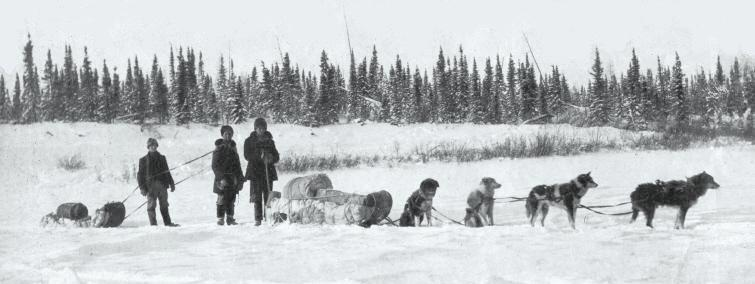
Un attelage de chiens près de la forêt boréale autrefois

Un véhicule, le traîneau à chiens, a été utilisé pour des raisons commerciales et, s'il n'a pas été motorisé sous des formes variées, reste en faveur dans les régions nordiques ou polaires, telles que le grand Nord américain ou la Laponie, tiré par un attelage de chiens (husky, malamute, samoyède, alaskan ...) conduit par un musher et permettant de se déplacer rapidement sur la neige ou la glace. Des traineaux, légers et rapides, de forme similaire, sont utilisés pour l'évacuation des blessés par des pisteurs-secouristes sur les domaines skiables.

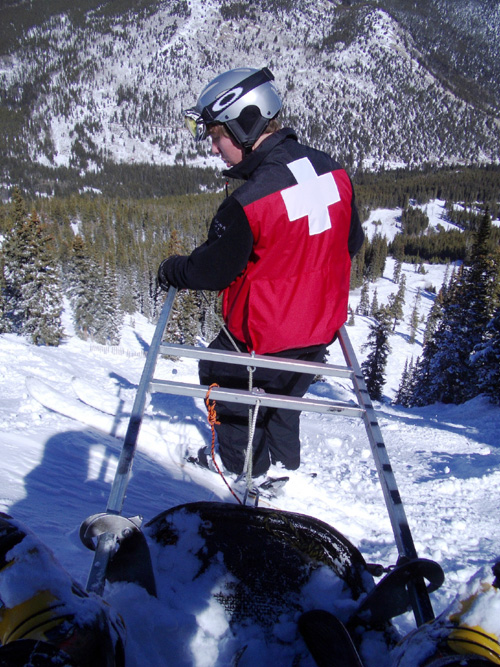
Un pisteur-secouriste tirant son traîneau, observé dans son exercice d'évacuation.

Il faut enfin mentionner les différents bards, fruits de l'adaptation à la traîne de systèmes anciens de portage. En particulier, anciennement utilisé dans le bardage, que ce soit en carrière ou sur les chantiers de taille de pierre, de maçonnerie, le traîneau était un assemblage composé de deux pièces méplates, jointes par plusieurs traverses, sans roue ; aux quatre coins sont des crochets pour y atteler les traits du cheval : il sert à traîner des pierres.

## Sur les vocables du train et de la traîne, des traîneaux et du traînage
- Si vous ne connaissez pas le sujet, laissez ce bandeau (vous pouvez alors contacter les auteurs).
- Si vous supprimez le contenu mis en cause (vous pouvez préalablement contacter les auteurs),

argumentez précisément cette suppression dans la page de discussion
(un manque de référence n'est pas un argument ; une recherche réelle de référence doit avoir été effectuée, être formellement documentée).
Traîneau, mot attesté en 1549, apparaît sous la forme traneau en ancien français au XIIe siècle, selon le dictionnaire de Frédéric Godefroy. Il désigne déjà une gamme de véhicules traînés par l'homme ou par un attelage, et en particulier, soit un véhicule éventuellement sur patins pour le transport sur surface lisse ou (partiellement) glissante, soit un véhicule qui roule avec une ou plusieurs paires de roues. Les traîneaux à patins latéraux et caisse surélevée, souvent des véhicules luxueux conçus pour le transport sur neige et glace, sont décrits à la fin du XVIe siècle. Si la large gamme des modestes traîneaux paysans passe inaperçue, il existe aussi, mieux connu par les archives, des traîneaux adaptés au transport du bois, du charbon de bois, voire du minerai. Le verbe transitif traîner est attesté en ancien français, en 1131 sous la forme traïner dans le Couronnement de Loïs ou Louis. Notons que dès le début du XIIe siècle, ce verbe est intransitif dans le Couronnement de Charlemagne. Le verbe « traîner » signifie en général « faire avancer ou laisser avancer quelque chose (ou mieux un véhicule), qui glisse sur un support ou sur des patins, ou qui roule avec des roues ». Il provient du latin populaire tragīnāre, de même sens « tirer, traîner », verbe préservé par le latin médiéval qui est un dérivé du verbe tragere, soit « tirer » en latin populaire. Notons que la forme latine classique, non altérée et de sens similaire, est trahere.

### Une famille active

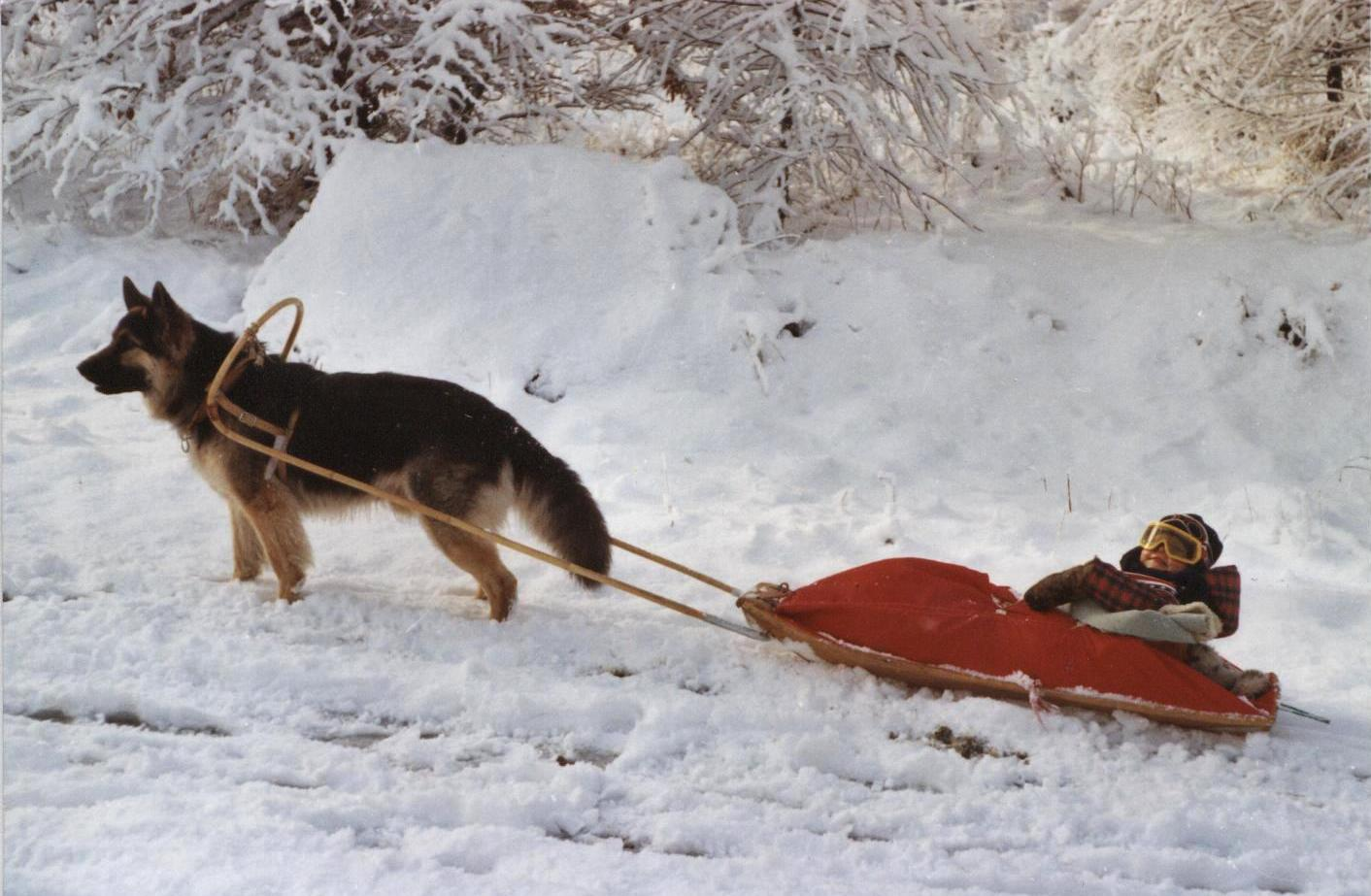
Un traineau pour enfant tiré par un chien. Janvier 1982.

Sous l'influence probable du verbe d'action agere, « conduire, mener, mouvoir, pousser, agir », traginare par l'intermédiaire des langues romanes et de l'ancien français a engendré en français moderne « trainer » et les mots « train », « traîne » ou « traineau », le verbe « entraîner » ainsi que les mots masculin « entraîneur », ou féminin « entraineuse ». Le traînage est bien connu en français administratif après 1531. La robe à la traïne est précocement attestée en 1190 et le mot traîne, déverbal féminin de traîner, a toujours un usage, souvent éparpillé dans quelques expressions françaises. L'art de la vénerie nous a conservé une traînée, dans le sens spécifique d'une trace laissée sur une certaine longueur. En pays berrichon, la traîne ne désignait plus les traces de traîne ou de roues, mais un chemin.
Le mot masculin « train », attesté en ancien français dans La vie de saint Thomas le martyr de Garnier de Pont Sainte Maxence sous la forme traïn en 1190, est le déverbal de « traîner ». Le sens a évolué, de ce qu'on traîne, ce que l'on conduit vers une destination, par exemple le "train de bois de flottage" (le conducteur de ces assemblages de troncs ou de planches étant souvent ici autant la rivière flottable que les flotteurs ou draveurs) à des sens figurés (le « train-train », peut-être connu au XVIe siècle sous la forme tran-tran, ou allure modéré du traîneau que l'on retrouve plus vif dans le dérivé « entrain » employé par Stendhal en 1838, le train de vie) ou techniques (« train de charronnage », « train des équipages » attesté fin XVIIIe siècle et devenu service militarisé au sein d'un régiment spécifique du train en 1807, « train de chemin de fer » après emprunt à l'anglais et adoption sous une forme francisée, en oubliant la prononciation anglo-saxonne, à Saint-Étienne dès 1827, « avant-train » attesté en 1628 dans le traité de l'artillerie, « arrière-train » écrit par Chateaubriand en 1827).
Le participe passé passif du verbe latin agere s'écrit actus, il est semblable à tractus, c'est-à-dire au participe passé de traginare ou de trahere. Nous retrouvons l'hypothèse de l'influence à la fois grammaticale et sémantique du premier verbe d'action. Une autre hypothèse, plus prosaïque, affirme l'influence des koïnès ou multiples langues locales indo-européennes, parmi lesquelles figurent les dialectes gaulois. Le latin tractio a donné en français traction, il est construit sur tractus, qui a engendré un autre déverbal, le « trait », soit l'action de tirer. Avec l'adjonction de préfixes, par exemple de direction ad (« vers ») ou cum (« avec »), le verbe latin trahere ou ses homologues dialectaux ont formé une famille de mots qui a laissé des descendants en français, ainsi attraction, attractif, attrait, attrayant, contracter, contrat, contractuel.

### Un quatuor de verbes
Durant tous les stades de l'évolution de la langue française jusqu'au début de l'époque moderne, il existe au moins quatre verbes, pratiquement synonymes de notre verbe usuel « tirer », qui proviennent de l'évolution de verbes latins, aux significations subtilement différentes, dans les dialectes romans. Ces quatre verbes sont :
- traîner, issu du latin populaire traginare, décrit précédemment. Ses déverbaux originaux sont « la traîne » et « le train ».
- traire, venant du latin populaire tragere, qu'on peut aussi faire dériver du latin classique trahere, « tirer, traire »[14]. Ses déverbaux, qui prennent la signification concrète « tir » ou « le fait ou l'action de tirer » jusqu'au XVIe siècle, sont la traite et le trait. Il en subsiste l'opération de la traite (des vaches, des chèvres ou des brebis), c'est-à-dire « tirer le lait », éclipsant par ailleurs l'héritage du verbe latin mulgere. La traite désigne précocement l'action de tirer vers quelque part, puis le chemin souhaité ou parcouru, enfin, à partir du XVIe siècle, la circulation des marchandises et de tous biens marchandés, y compris les animaux sur le marché et des personnes humaines sans droit ni défense, achetés ou vendues comme esclaves. Tout comme ses activités, plus ou moins nobles, sont supervisées par le système financier de ces temps modernes, héritier du mode seigneurial franco-flamand, il est logique de retrouver la « traite » au XVIIIe siècle avec le sens d'un terme d'échange financier officiellement garanti ou de paiement différé de banque. Traire signifie alors « faire venir », « tirer de l'argent ». Le trait, souvent assimilé à tractus, participe passé substantivé de trahere, signale l'action de tirer (par exemple un trait de flamme ou de stylet) et indique concrètement au XIIe siècle une arme de jet ou un jet de flèche. Au XIIIe siècle, le trait nomme l'action de tirer, et spécifiquement des chevaux, des bœufs, des chiens soit de l'attelage. Puis ce terme a connu une extension de sens.
- traiter, formé au XIIe siècle grâce au latin médiéval tractare, fréquentatif du verbe latin trahere « tirer », « traire ». Cette répétition s'applique d'abord à la fonction de tirer, traîner, mais évolue lentement vers la signification noblement figurée de « manier », « pratiquer », « agir contre quelqu'un », sans doute par l'influence plus vile de « traîner violemment », « toucher souvent », « manier sans ménagement ». Apparue en 1361, « traité », participe devenu substantif influencé par le latin médiéval tractatus, qui a déjà le sens de « maniement pour l'obtention d'accord », peut indiquer explicitement une convention, un pacte. Le verbe français traiter a aussi pris ce sens diplomatique. Le tract est à l'origine une sorte de sujet traité. Les dérivés, souvent paraissant communs à ceux du verbe traire, sont pléthoriques en français moderne : retrait, retraite, retraiter, rétracter, rétraction, portrait, traitement, retraitement, traitant, traiteur, maltraiter.
- tracer, du verbe latin médiéval tractiare, lui-même sorti du participe passé actif tractus. Les deux verbes signifient « aller sur une trace », « suivre un chemin », « chercher », « parcourir », « faire ou tirer un trait (sur une surface) ».

### Comment expliquer l'emploi usuel du verbe tirer?
Pour décrire dans notre langue actuelle ces quatre verbes, nous avons eu constamment recours au verbe « tirer », attesté en ancien français dans Le Charroi de Nîmes écrit en 1100. Ce verbe a, en de nombreux cas d'usages, progressivement remplacé ou imposé ses dérivés par rapport à ceux lointains du noble trahere, parfois dès le stade du moyen français. Sa descendance est bien identifiée et porte très souvent l'influence de la pratique commune des armes à jet, puis à feu, malgré une polysémie vigoureuse comme en témoigne cette liste de mots : tir, tireur, tirant, tirage, tirette, tirailleur et de verbes : tirailler, attirer, étirer, retirer.
Mais l'origine de « tirer » reste obscure et curieuse, et fait encore débat dans la communauté savante[réf. souhaitée]. Il est possible de s'accorder sur des mots de même racine indo-européenne ou influencée par des variantes de cette dernière : le tiranz, un nom du bourreau médiéval en ancien français dont le geste précis s'applique à tirer ou faire tirer les membres, à disloquer le corps du supplicié, le verbe anglais tear « déchirer », les verbes allemands ziehen « tirer », ou zerren « tirailler », le verbe à la fois occitan, castillan, catalan, lusitanien tirar au sens plus ou moins intensif (doux ou violent) ou développé (significations minimales ou multiples)  de « tirer », « traîner », « hâler », « (pro)jeter », « cueillir ». Toutefois il faudrait supposer un dérivé dialectal gaulois, réinséré dans les dialectes romans, à l'origine de ce verbe prolifique. Le moyen haut allemand ziehen ou ancien haut allemand ziohan, le gotique tiuhan ou le vieil anglais tēon nous offrent la racine deuk, commune avec celle du verbe latin ducere, « tirer », « conduire », « diriger », « apporter », « fournir », auquel nous pourrions ajouter notre obscur dérivé gallo-romain. Ce qui serait important lorsqu'on tire un traîneau, ce serait la direction à prendre (tirer à droite, à gauche, vers l'objectif) et ce qu'on y apporte de concret. Les dérivés des termes latins, à l'origine des quatre verbes analysés, auraient peu ou prou perdu ces significations induites, peut-être par la banale routine ou la hauteur de vue. Ce flou prégnant aurait favorisé leur éviction.

### Sur les correspondances entre langues
Traduire le mot traîneau en allemand paraît simple. Le mot der Schlitten ainsi que ses multiples dérivés Hornschlitten (« schlitte à corne »), der Lastschlitten (« traîneau de charge ») ou der (Metal)Schlitten (« chariot métallique de transport) », schlitten fahren (« faire de la luge ») l'emportent, parce que l'action ou les objets qu'ils décrivent ont pris un sens générique, tout comme en français traîneau. Mais il existe d'autres racines qui n'ont pas disparu. Le verbe transitif schleppen correspond à « traîner », avec un sens marin plus prononcé comme « remorquer », « haler », « touer ». Citons ses dérivés : das Schleppen, « le traînage », die Schleppe, « la traîne », « la queue d'habit à traîne » (das Schleppkleid), der Schlepper, objet matériel :  « le tracteur » ou « remorqueur », métier ou fonction de service : « le chercheur » ou péjorativement « le rabatteur », l'adjectif schleppend, « traînant », « languissant » (mobilité ou état de santé sans remède).
La similitude entre le verbe latin originel traginare et le verbe allemand tragen est frappante. Si ce dernier a pris le sens quasi-exclusif de porter, son ancêtre en vieux haut allemand tragan, de même racine germanique que les verbes anglais to drag et  to draw est un synonyme de ziehen « tirer ». Ce rapprochement entre la traction sous toutes ses formes et le portage ne doit pas étonner : les traîneaux paysans ou montagnards se portent souvent à la montée, lorsqu'on traîne dans les endroits sans planéité ou encombrés, il faut souvent lever le traîneau ou la charge. Les multiples fonctionnalités des bards le confirment. Même certaines brouettes paysannes à fumier ressemblaient à un bard dont les brancards (avant) avaient disparu ou s'étaient tordus et rejoints pour se faire supporter par une roue.[réf. souhaitée]

## Symbolique

### Calendrier républicain
Dans le calendrier républicain, le traîneau était le nom attribué au 30e jour du mois de pluviôse, généralement le 18 février du calendrier grégorien.

## Divers
Le traîneau est un des noms vulgaires de la clématite vigne blanche. Cette plante est une liane (plante « traînant sur les autres » qui lui servent de support) qui servait autrefois à la vannerie (confection probable de panier-caisse de portage).

### Périodique
- Traîneau et pulka magazine, Fédération française des sports de traîneau et de ski-pulka, créé en 1988  (ISSN 0998-8351)